# Индустријска зона Уберко (Порденоне)
Индустријска зона Уберко је насеље у Италији у округу Порденоне, региону Фурланија-Јулијска крајина.
Према процени из 2011. у насељу је живело 5 становника. Насеље се налази на надморској висини од 17 м.